# Burgberg (Giengen)
Burgberg ist ein Stadtteil von Giengen an der Brenz im baden-württembergischen Landkreis Heidenheim. Der Ort liegt im Hürbetal.

## Geschichte
Burgberg wurde im Jahr 1209 erstmals urkundlich erwähnt. 
Mit der Herrschaft Burgberg kam der Ort 1806 im Zuge der Mediatisierung zunächst an das Königreich Bayern und 1810 gemäß dem Grenzvertrag zwischen Bayern und Württemberg an das Königreich Württemberg. Burgberg wurde dem Oberamt Heidenheim unterstellt.  Die Verwaltungsreform vom 25. April 1938 während der NS-Zeit in Württemberg führte zur Zugehörigkeit zum Landkreis Heidenheim. Nach dem Zweiten Weltkrieg geriet der Ort in die Amerikanische Besatzungszone und gehörte somit zum neu gegründeten Land Württemberg-Baden, das 1952 im jetzigen Bundesland Baden-Württemberg aufging.     
Die ehemals selbständige Gemeinde Burgberg kam im Rahmen der Gebietsreform am 1. April 1972 zur Stadt Giengen an der Brenz.

## Sehenswürdigkeiten
- Schloss Burgberg

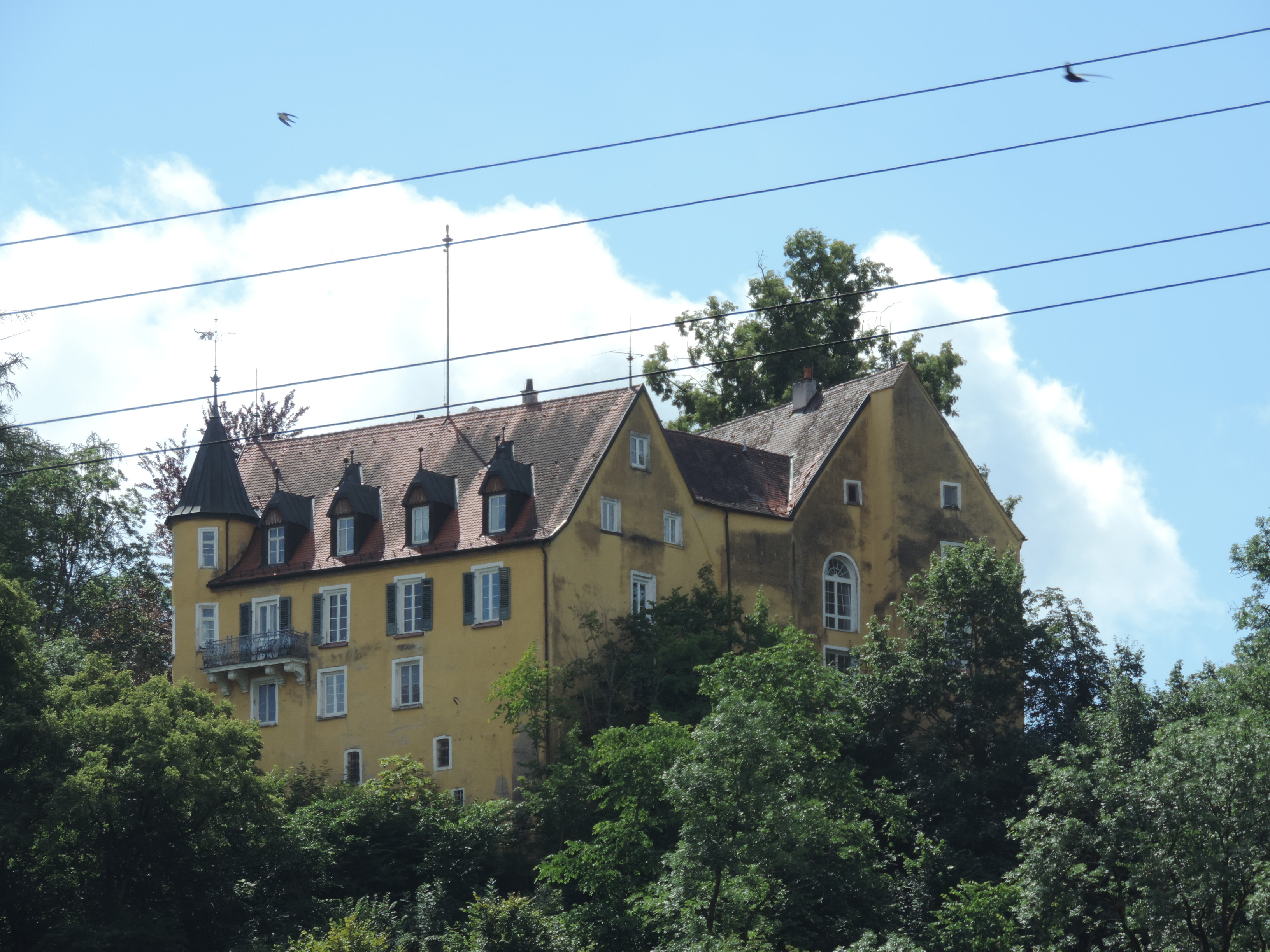
Schloss Burgberg

- Die Kneippanlage ist ein Naherholungsgebiet an der Hürbe in Burgberg

## Söhne und Töchter des Ortes
- Maria von Linden (1869–1936), Zoologin und Parasitologin, erste Frau Deutschlands mit Professorentitel
- Frank Zeller (* 1969), Schachspieler, -autor und -trainer